# Canzonissima
Canzonissima – program organizowany przez telewizję włoską RAI mający formę konkursu, który dawał możliwość wygranej zarówno artystom (głosowanie przy pomocy kart pocztowych) jak i publiczności, spośród której wygrywał posiadacz tej karty, która zawierała prawidłową kolejność piosenek konkursowych. Program Canzonissima, popularny w latach 60. był, obok Festiwalu Piosenki Włoskiej w San Remo, jednym z najważniejszych wyznaczników nowych trendów we włoskiej muzyce pop. Gromadził przed telewizorami miliony melomanów, wylansował nowe twarze włoskiej piosenki jak: Gianni Morandi (trzykrotny zwycięzca), Massimo Ranieri czy Iva Zanicchi.

## Historia

### Lata 50.
Poprzednikiem programu Canzonissima była zapoczątkowała w 1956 roku audycja telewizyjna, zatytułowana „Le canzoni della fortuna”, mająca formę konkursu piosenkarskiego, w którym uczestniczyło 200 piosenek, skomponowanych w ciągu 50 lat poprzedzających audycję. Audycja była powiązana z loterią Lotteria Nazionale Italia, powołaną do życia ustawą z 4 sierpnia 1955 roku. Kupony konkursowe loterii były połączone z 8 piosenkami dopuszczonymi do finału. W pierwszych ośmiu z dziesięciu etapów uczestniczyło ponad 100 000 kart pocztowych, związanych z trzema odrębnym etapami konkursu. Audycja była transmitowana od 14 października 1956 do 6 stycznia 1957 roku, a wśród wykonawców znaleźli się tacy artyści jak: Carla Boni, Gino Latilla, Duo Fasano, Luana Sacconi, Nunzio Gallo, Ugo Molinari, Tullio Pane, Clara Vincenzi, Gianni Ravera, Tonina Torrielli, Gianni Marzocchi i Franca Raimondi. Wygrały piosenki „Mamma” śpiewana przez Nunzio Gallo i „Buon anno buona fortuna”, śpiewana przez Gino Latillę. W roku 1957 audycja była transmitowana pod nazwą Voci e volti della fortuna, a wygrała piosenka „Lazzarella”, wykonana przez Aurelio Fierro. Kolejna edycja konkursu rozpoczęła się 22 października 1958 roku już pod nazwą „Canzonissima”, z podtytułem „corsa di canzoni abbinata alla Lotteria di Capodanno”. W takiej formule Canzonissima była transmitowany do sezony1974/1975. Finał inauguracyjnego konkursu Canzonissima miał miejsce p4 stycznia 1959 roku, a uczestniczyli w nim tacy wykonawcy jak Claudio Villa, Achille Togliani, Aurelio Fierro, Nunzio Gallo i Nilla Pizzi; wygrała ta ostatnia śpiewając piosenkę „L'edera”.
Historyczna okazała się edycja programu Canzonissima w sezonie 1959/1960, ponieważ stała się ona wzorcem dla wszystkich następnych programów tego cyklu. Prowadzona była przez znanych prezenterów: Delia Scala, Paolo Panelli i Nino Manfredi) ze współudziałem Dino Verde i Liny Wertmüller. Finał 6 stycznia 1960 roku wygrała piosenka „Piove”, którą zaśpiewał Joe Sentieri.

### Lata 60.

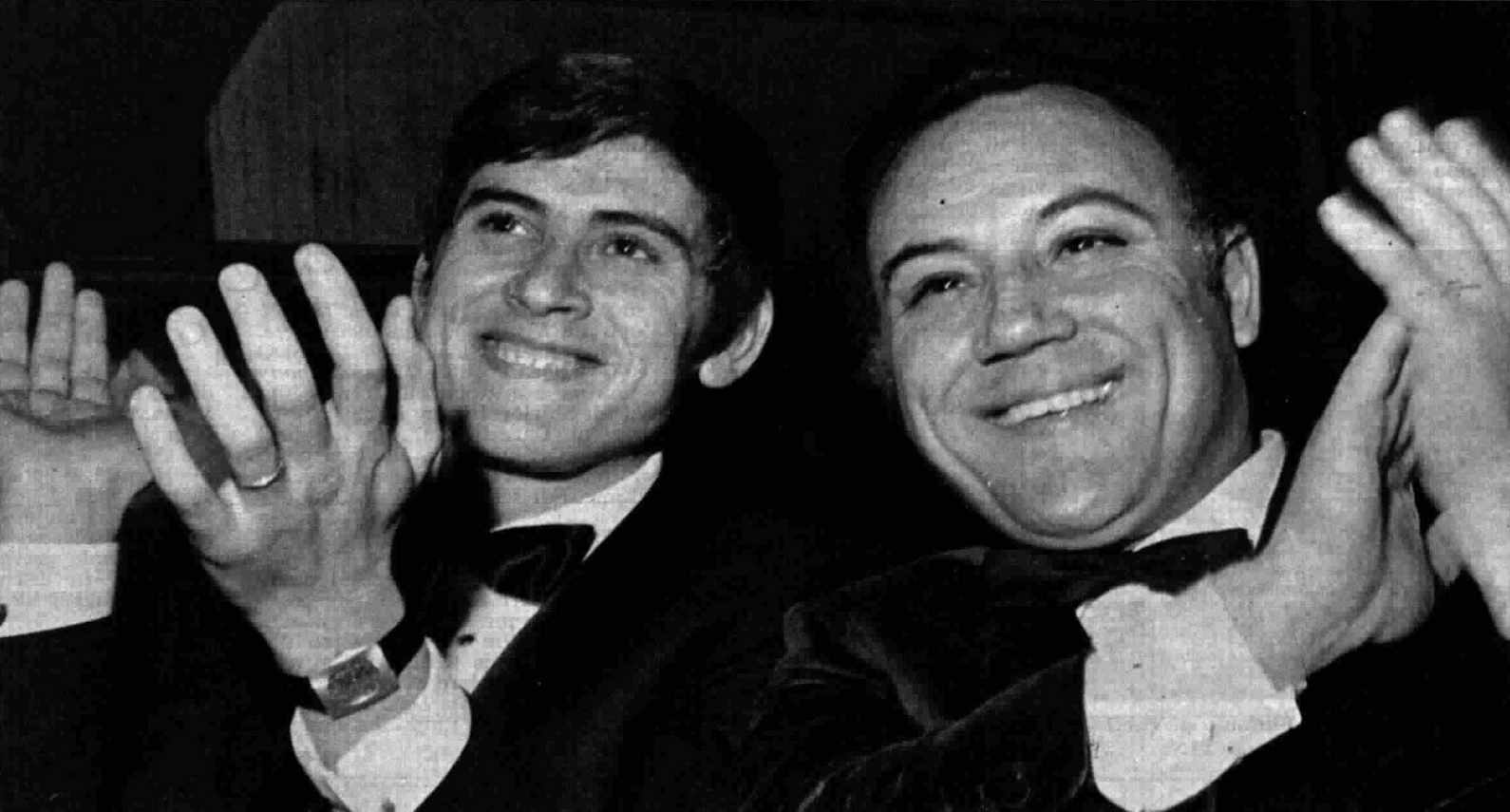
Gianni Morandi (3-krotny triumfator konkursu) i Claudio Villa (2-krotny)

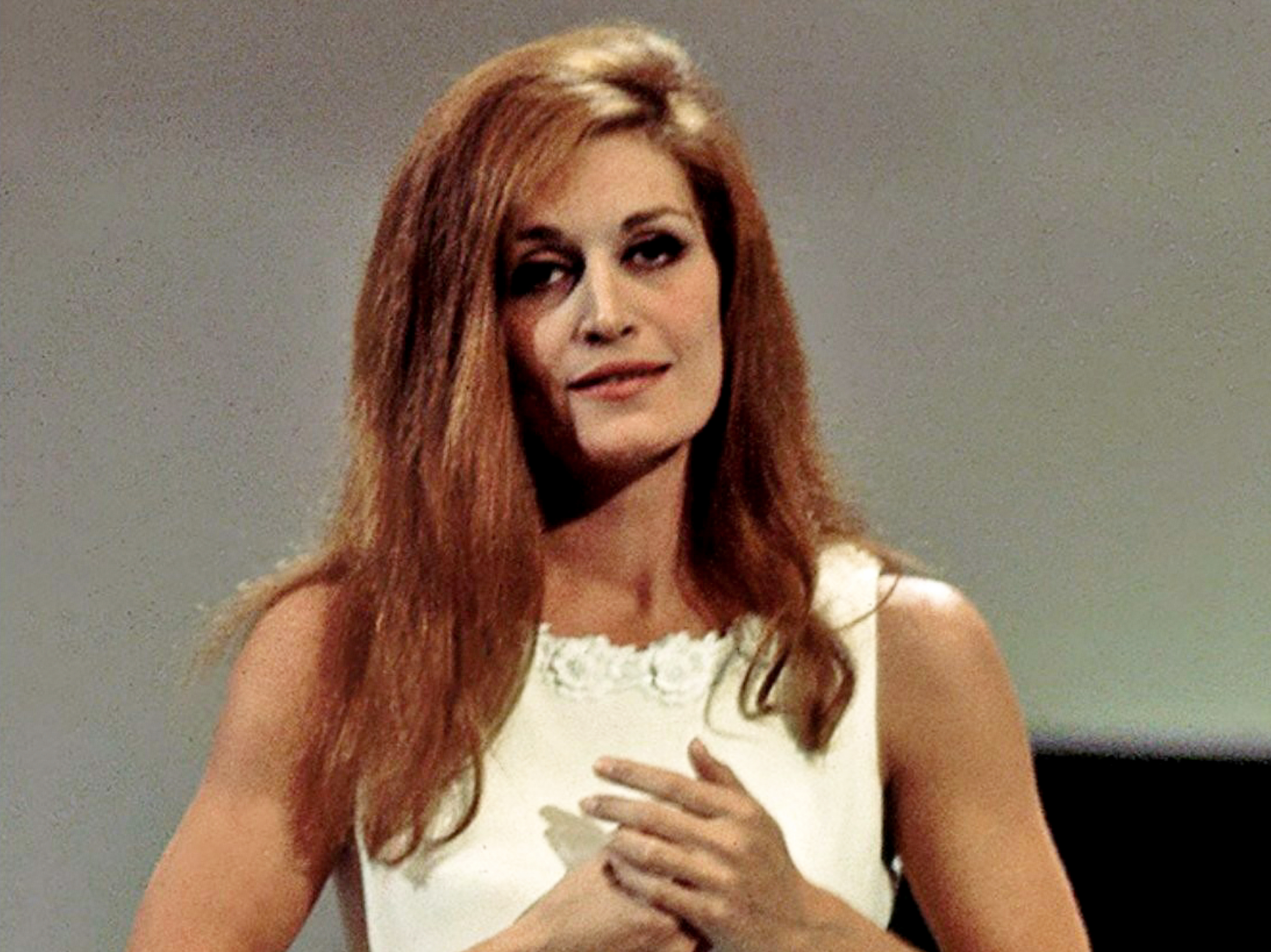
Dalida w 1967 śpiewa "Dan Dan Dan", piosenka o jej niedawnej utracie dziecka.

Edycję 1960/1961, prowadzoną przez prezenterów: Aroldo Tieri, Alberto Lionello, Lilli Lembo i Laurettę Masiero wygrał Tony Dallara śpiewając w finale 6 stycznia 1961 roku piosenkę „Romantica”.
Ten sam wykonawca wygrał również kolejną edycję programu w sezonie 1961/1962, tym razem śpiewając piosenkę „Bambina, bambina”. w finale pojawili się tacy wykonawcy jak między innymi Adriano Celentano, Milva i Peppino di Capri. W konkursie sprzedano 2 989 000 kuponów loteryjnych.
Edycję 1962/1963 poprowadzili Dario Fo i Franca Rame. Ich sposób prowadzenia programu wywołał jednak kontrowersje w środowisku dziennikarskim prowadząc nawet do interpelacji poselskich. Ostatecznie oboje zostali odsunięci od prowadzenia programu i zastąpieni przez parę: Sandra Mondaini i Tino Buazzelli. Finał 6 stycznia 1963 roku wygrała piosenka „Quando quando, quando”, którą zaśpiewał Tony Renis.
W latach 1963–1968 coroczny cykl Canzonissima został przerwany i zastąpiony przez inne programy. Były to kolejno:
- 1963/1964 – Gran Premio (w programie startowały regiony, a wygrała Sycylia),
- 1964/1965 – Napoli contro tutti (wygrał Claudio Villa z piosenką „’O sole mio”),
- 1965/1966 – La prova del nove (wygrał Gianni Morandi z piosenką „Non son degno di te”)
- 1966/1967 – Scala Reale (zwycięska piosenka to „Granada”, zaśpiewana przez Claudio Villę),
- 1967/1968 – Partissima (wygrała Dalida z piosenką „Dan dan dan”)[3][2].

Wydania programu Canzonissima zostały wznowione w 1968 roku. Sezon 1968/1969 poprowadzili Mina, Walter Chiari i Paolo Panelli. Program odniósł duży sukces, a każdą transmisję obejrzało średnio 22 miliony widzów. Wygrał Gianni Morandi z piosenką „Scende la pioggia”.
Edycja 1969/1970, która poprowadzili Johnny Dorelli i Raimondo Vianello ze współudziałem sióstr Kessler, również okazała się sukcesem. Oglądało ją ponad 21 milionów telewidzów (więcej obejrzało tylko finał Festiwalu Piosenki Włoskiej w San Remo – ponad 22 miliony). Wygrał, podobnie jak rok wcześniej, Gianni Morandi z piosenką „A chi se ne importa”.

### Lata 70.

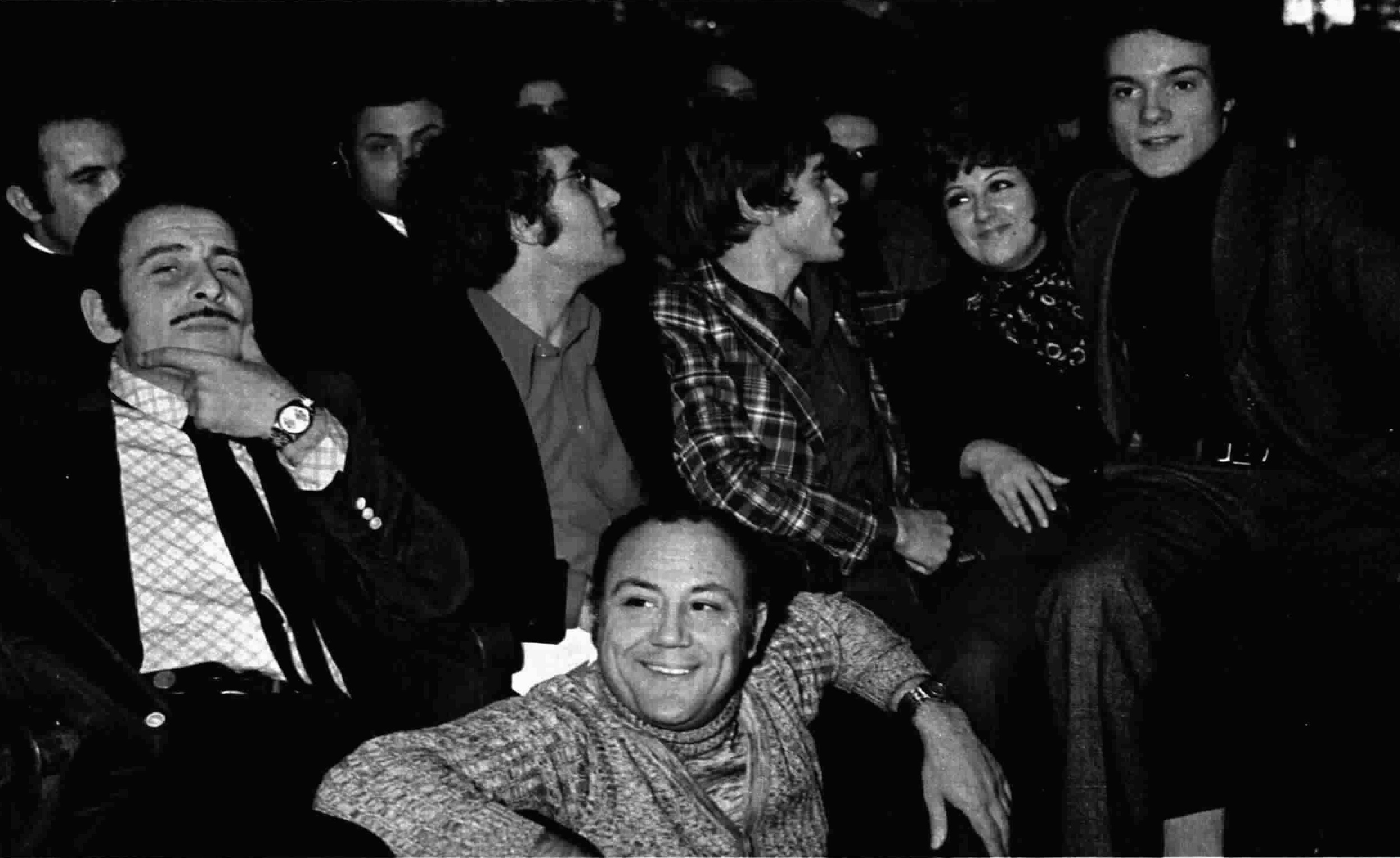
Finaliści konkursu Canzonissima 1970; od lewej: Domenico Modugno, Al Bano, Gianni Morandi, Orietta Berti, Massimo Ranieri oraz Claudio Villa (na dole)

Jesienią 1970 prowadzenia programu podjęli się Raffaella Carrà i Corrado. Carrà zaśpiewała również piosenkę otwierającą program, „Ma che musica maestro”. Finał edycji 6 stycznia 1971 roku wygrał Massimo Ranieri z piosenką „Vent'anni” pokonując konkurencję złożoną z takich artystów jak, między innymi: Claudio Villa, Patty Pravo, Rita Pavone, Caterina Caselli, Iva Zanicchi i Gianni Morandi.
Kolejną, dziesiątą edycję Canzonissimy w sezonie 1971–1972 poprowadzili również Raffaella Carrà i Corrado. Ich partnerami byli Vittorio Gassman i Alighiero Noschese. Transmisję oglądało średnio ponad 25 milionów widzów, której to ilości nie przebił nawet finał Festiwalu w San Remo (24,4 miliona telewidzów). Wygrał Nicola Di Bari z piosenką „Chitarra suona più piano”.
Edycję 1972–1973 poprowadzili Pippo Baudo i Loretta Goggi, a partnerowali im Vittorio Gassman i Monica Vitti. Pobito rekord ilości kart konkursowych, biorących udział w głosowaniu (ponad 20,5 miliona). Wygrał Massimo Ranieri z piosenką „Erba di casa mia”.
W 1973 roku transmisje programu Canzonissima przeniesiono na niedzielne popołudnia. Popularność programu zaczęła spadać. Włoska muzyka pop popadła w kryzys (dotyczyło to nawet Festiwalu w San Remo), do głosu doszło pokolenie młodych śpiewających autorów, a odmłodzona publiczność zaczęła interesować się muzyką anglosaską. W finale 6 stycznia 1974 roku zwyciężyła Gigliola Cinquetti z piosenką „Alle porte del sole”.
Kolejną edycję Canzonissimy, ostatnią jak się później okazało, poprowadzili Raffaella Carrà i para komików Cochi i Renato. Zaśpiewali oni też piosenki otwierające i kończące program: „Felicità-ta-ta” (Raffaella Carrà) i „La vita la vita” (Cochi e Renato). Po raz pierwszy nagrody przyznano w dwóch kategoriach: muzyka pop – wygrał duet Wess i Dori Ghezzi z piosenką „Un corpo e un'anima” oraz folk – wygrał Tony Santagata z piosenką „Lu maritiello”.